# El Hierro
El Hierro (literalment, "el ferro") és una illa de l'arxipèlag de les Illes Canàries (Comunitat Autònoma de Canàries), la més occidental de l'arxipèlag. La capital n'és Valverde (3.929 h, 1996). És d'origen volcànic i molt muntanyosa, i presenta relleus formats per cons volcànics i camps de lava; la màxima altitud és el cim de Malpaso (1.501 m). En el sector primari, a més de la pesca marítima, hi ha conreus de bananers, cereals, vinya i cria d'ovelles i cabres amb producció de formatges. Hi ha el projecte d'abastir-se d'energia amb una combinació hidraulicoeòlica.

## Transports

### Aeroport
L'aeroport d'El Hierro està situat al municipi de Valverde. Part de la pista es troba en terreny guanyat al mar, a causa de l'especial orografia de l'illa. La pista té 1.250 metres de longitud i està asfaltada. Per l'aeroport d'El Hierro es pot accedir a l'illa des de La Palma, Tenerife (aeroport de Tenerife nord) i Gran Canària. Binter Canarias és la principal companyia que ofereix el servei.

### Ports
Les comunicacions marítimes d'El Hierro es fan pel port de l'Estaca, al municipi de Valverde. Aquest moll es va ampliar recentment per permetre l'escala de vaixells més grans. Concretament, el nou port es va inaugurar el 23 de juny de 2006. Des de començaments dels anys 90, hi ha ferris regulars que connecten l'illa amb les illes veïnes. Líneas Armas i Fred Olsen Express fan els trajectes des del port de l'Estaca amb el port de Los Cristianos, a Tenerife.
En altres punts de l'illa, hi ha petits ports pesquers i esportius, com el port de la restinga, on tenen la base els pescadors que pesquen al mar de les Calmes. Al port i a l'aeroport, s'hi pot accedir fàcilment per línies regulars d'autobusos i de taxis.

### Carreteres
La xarxa de carreteres està en bones condicions, per la qual cosa es pot accedir a totes les poblacions sense cap dificultat. La carretera principal és la que uneix Valverde amb La Frontera. Mitjançant un túnel es travessa la carena i, per tant, es redueix la durada del trajecte. Una altra de les vies principals és la que va des de la capital fins al port de l'Estaca. La resta de l'illa està comunicada amb carreteres asfaltades o pistes forestals.

## Símbols de l'illa
Per llei del govern de les Canàries, els símbols d'El Hierro són el llangardaix gegant i la savina.

## Vulcanisme de 2011
L'octubre de 2011, hi va haver un seguit de terratrèmols a El Hierro. Arribaren fins a la magnitud 4,3 en l'escala de Richter. Van anar acompanyats per una erupció volcànica situada a uns 3 km del sud de l'illa. El vaixell Ramon Margalef de l'Institut Espanyol Oceanogràfic (IEO) va descobrir, gràcies al robot dirigit per control remot Liropus, un nou volcà a 300 m de fondària que feia 100 metres d'alçada, un diàmetre de la base de 700 m i un cràter volcànic de 120 m d'amplada. Tot això va ser un ensurt més que una altra cosa.
Arribaren fins a 4,3 d'intensitat en l'escala de Richter.

## Imatges

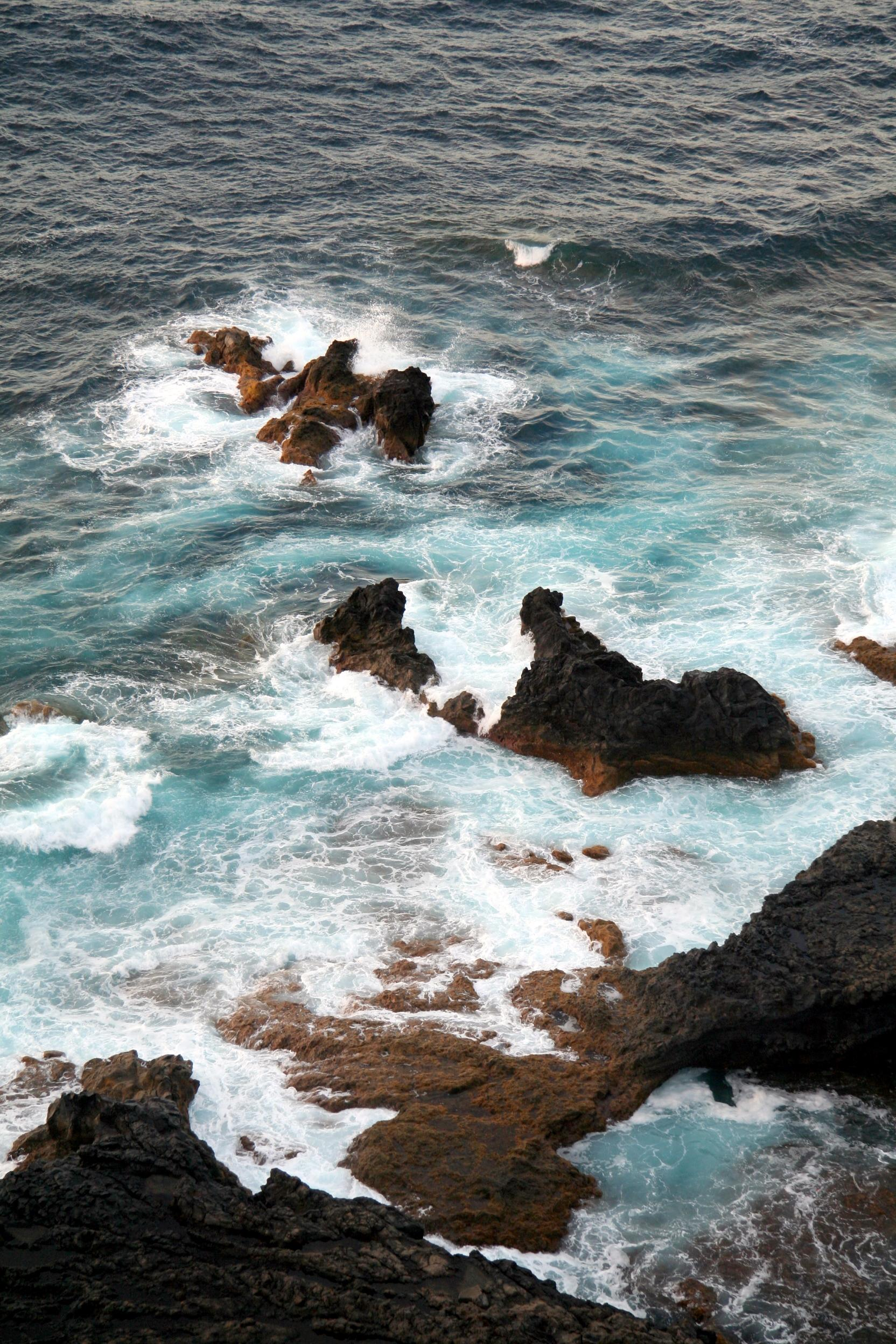
Calcosas
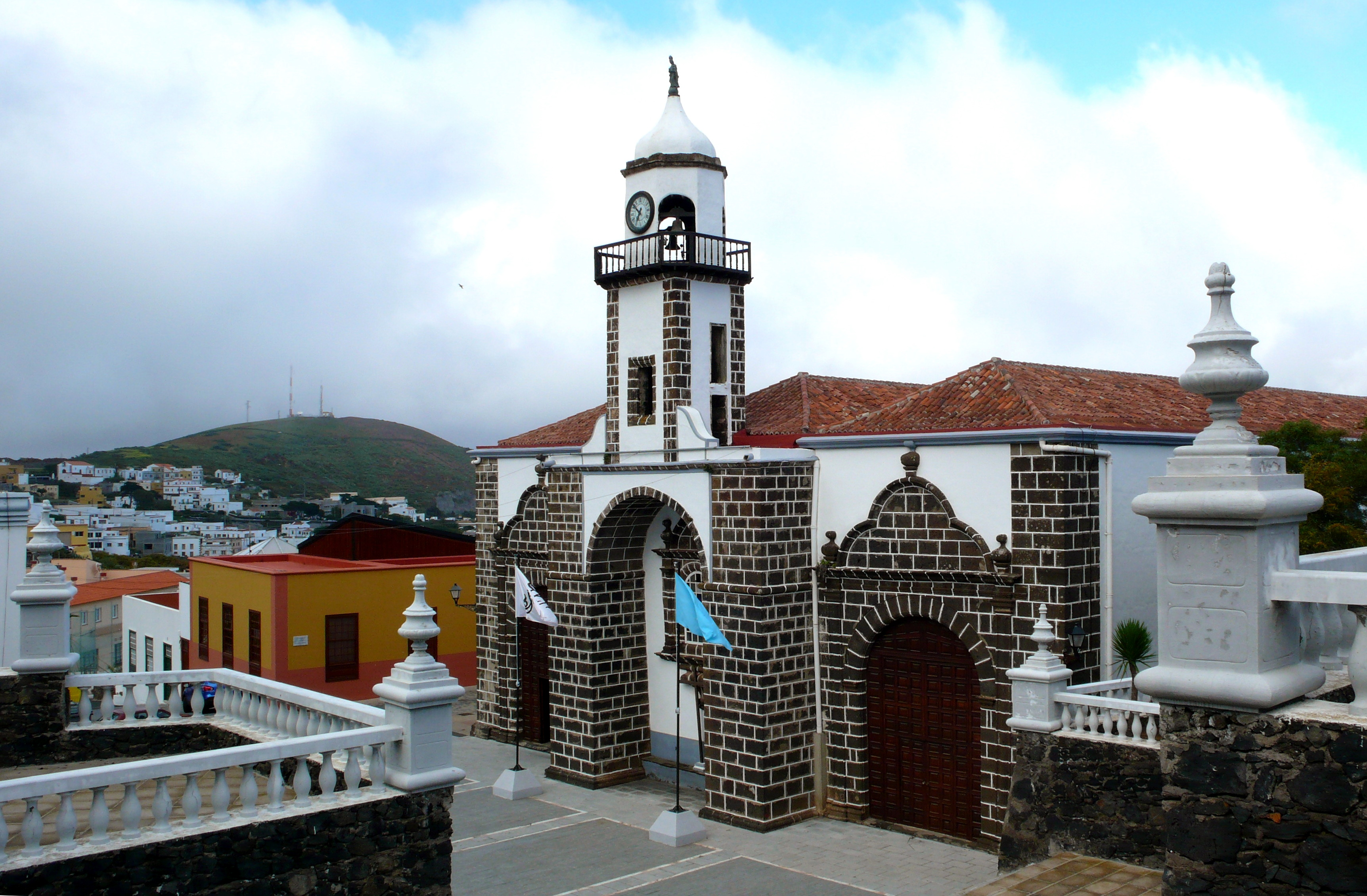
Església Nostra Senyora de la Concepció
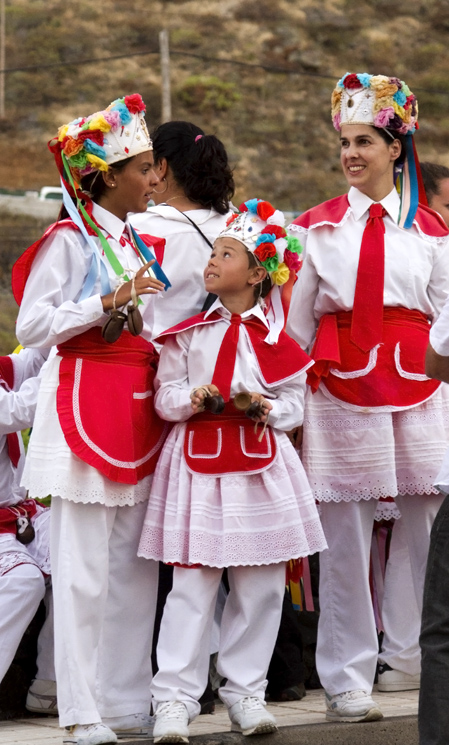
Ballarins
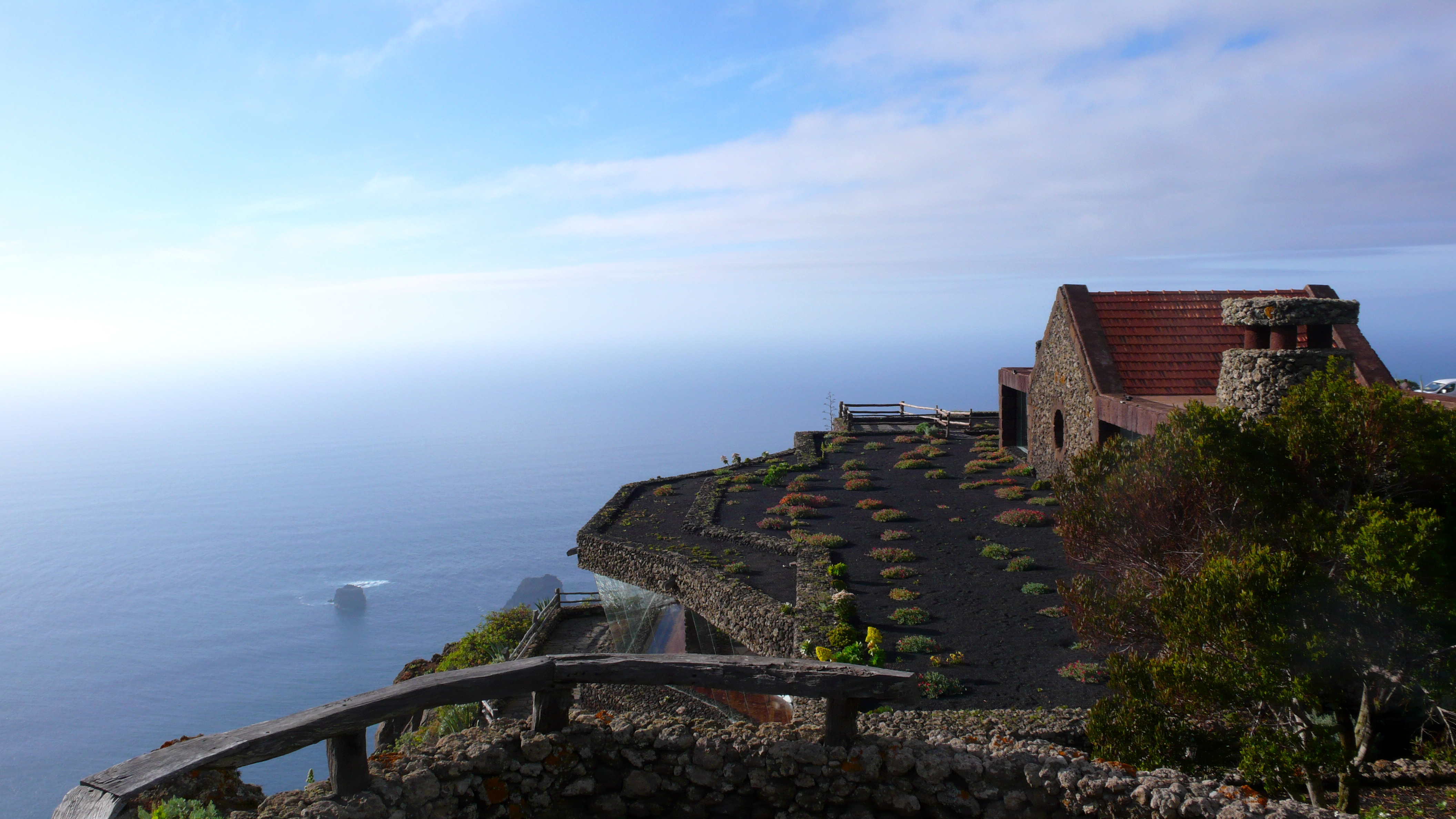
Mirador La Peña
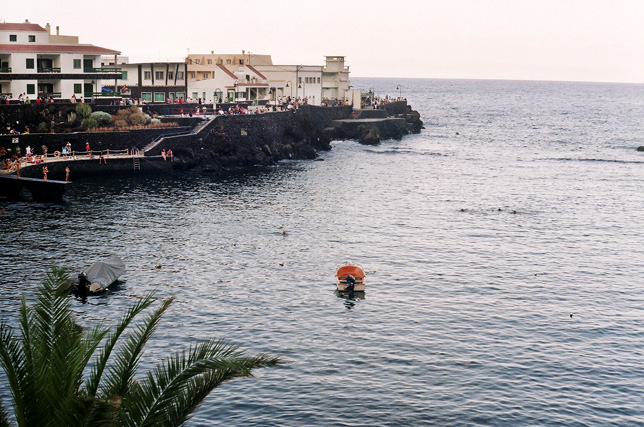
Tamaduste